# Karol Olszewski
Pour les articles homonymes, voir Olszewski.
Karol Stanisław Olszewski, né le 29 janvier 1846 à Broniszów Tarnowski et décédé le 24 mars 1915 à Cracovie, est un mathématicien, physicien et chimiste polonais, devenu célèbre pour avoir réalisé avec Zygmunt Wróblewski les premières liquéfactions de l'oxygène et de l'azote. 
Il a fait des études de mathématiques, physique, chimie et biologie à l'université Jagellonne de Cracovie. Plus tard, il est devenu professeur à cette même université.
Il a réussi en 1883, grâce à un refroidissement préalable par l'éthylène liquide, la liquéfaction de tous les gaz permanents (oxygène, azote, méthane, etc.), à l'exception de l'hydrogène et de l'hélium.
Karol Olszewski a également contribué au développement de la radiographie. En 1896, un an après la découverte de Röntgen, il a pris la première photo avec le professeur Alfred Obaliński au département de physique de l'université Jagellonne.